# GLinux

gLinux — проприетарный дистрибутив Linux на базе Debian Testing, используемый в компании Google, как операционная система для рабочих станций. gLinux создаёт операционную систему из исходного кода, внося свои изменения. gLinux заменил ранее используемый дистрибутив, основанный на Ubuntu, Goobuntu.